# Passigli Editori
La Passigli Editori è una casa editrice fondata nel 1982, a Firenze, ad opera di Stefano Passigli, discendente di David Passigli  che fu editore e tipografo in Firenze, noto anche perché rifiutò la pubblicazione ai Canti di Leopardi.

## Aree di interesse
Le sue pubblicazioni, circa un migliaio nei primi 25 anni di attività, riguardano soprattutto la narrativa e la poesia.
La collana di poesia fu diretta da Mario Luzi che ha pubblicato autori come Neruda, Lorca, Pessoa, Rilke, Kavafis, Salinas, Eluard, Majakovskij ma ha dedicato spazio anche ai nuovi autori italiani.
La casa editrice pubblica anche titoli di saggistica e conta tra i suoi autori politici noti come Francesco Merloni o Norberto Bobbio.
La casa editrice ha proceduto alla ristampa anastatica della rivista Il Mondo legata al nome di Alessandro Bonsanti, e che vide come collaboratore Eugenio Montale. L'iniziativa è stata presentata presso il Gabinetto Vieusseux.